# Well Pereira
Wellington Pereira Rodrigues Adão (Santo André, 15 de janeiro de 1993), mais conhecido como Well, é um jogador de futsal brasileiro. Atualmente, joga pelo Magnus Futsal e pela Seleção Brasileira de Futsal na posição de pivô.
Foi um dos artilheiros da edição de 2017 da Liga Nacional de Futsal, jogando pela Intelli.
Foi em 2018 campeão da Liga Nacional de Futsal pelo time do Pato Futsal, sendo um dos principais destaques.